# Полонський парк
Поло́нський парк — парк-пам'ятка садово-паркового мистецтва загальнодержавного значення в Україні. Розташований у місті Полонному Хмельницької області, на правому березі річки Хомори, за 2 км нижче за течією річки від Новоселицького парку. 
Загальна площа — 37 га. Статус надано згідно з постановою Ради Міністрів УРСР від 29.01.1960 року № 105. 
Закладений у першій половині XIX ст. Діонісієм Мак-Клером, ірландським пейзажним архітектором.

## Парк

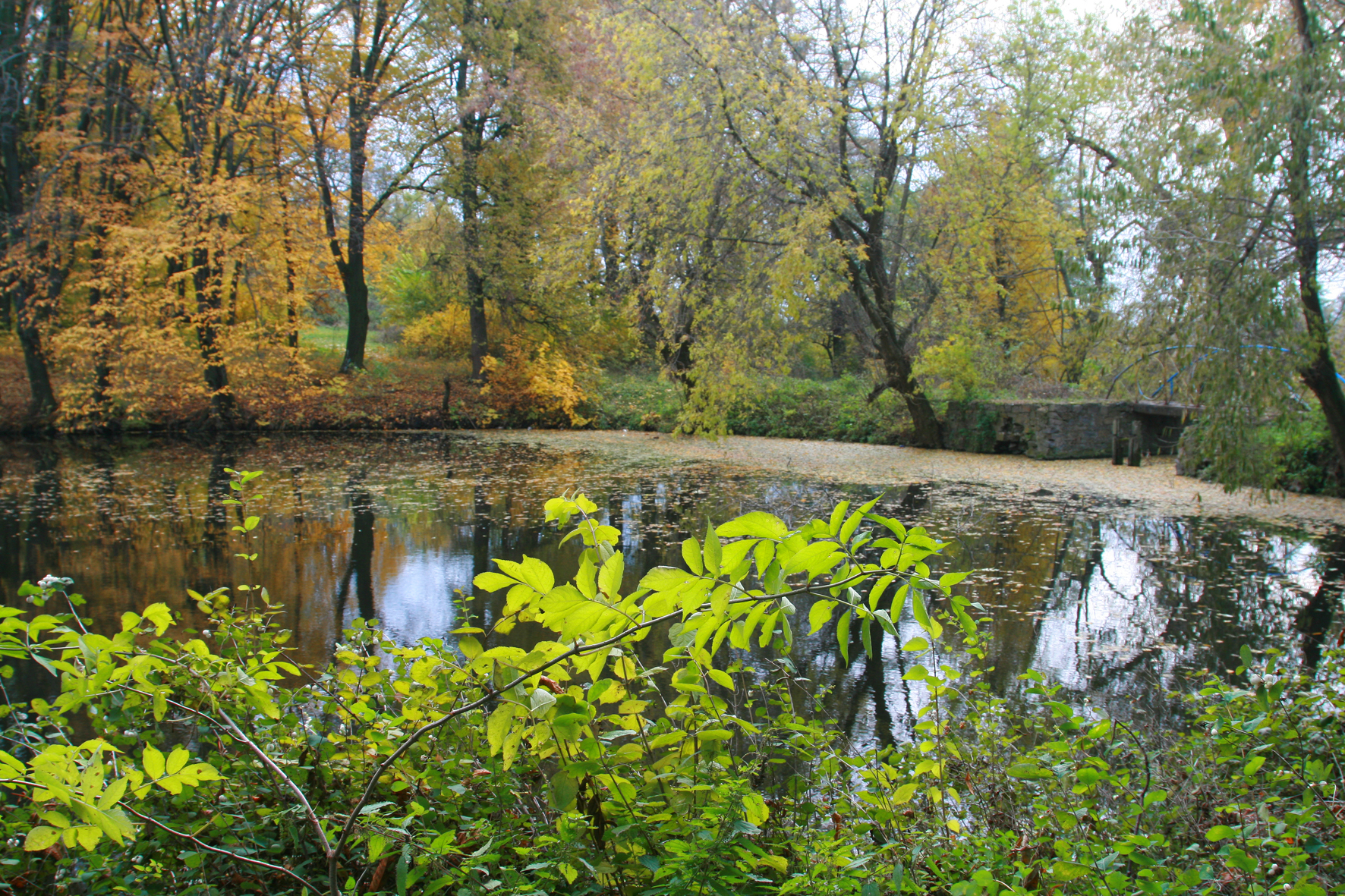
Каскадні ставки в Полонському парку

Місцевість, на якій розташовано парк, рівнинна, з нахилом в бік річки, біля якої є невеличке штучно створене озерце площею близько 8,0 га. Своєрідний пейзаж утворює сполучення світлих галявин, маленьких гаїв та каскад невеликих мальовничих ставків у північній частині. Головний вхід (у східній частині парку) утворюють чавунна брама та хвіртка з кам'яними стовпами. 
Головна алея, що зв'язує основний вхід у парк із центральною частиною, прямолінійна і має довжину близько 100 м. Дві компактні групи хвойних дерев, розташовані симетрично з обох боків алеї і надають своєрідності центральній частині парку. Друга в'їзна дорога проходить паралельно центральній, на відстані близько 150 м південніше, і веде до ряду господарських будівель. Стара акацієва алея, що розпочинається старезним в'язом і сполучає її з алеєю що веде від головного входу. 
Полонський професійний аграрний ліцей, що становить головний корпус справляє враження капітальної, дещо помпезної споруди. Будівля цегляна, двоповерхова, з цоколем, побудована у формі літери «Т». Ризаліт включає досить глибоку, високу і квадратну нішу, в яку вбудовано два стовпи, що поділяють нішу, на три глибокі отвори і слугують для кріплення балкону і високого фронтону п'ятикутної форми. 
Головний корпус ліцею розташований у приблизно геометричному центрі парку. Головна в'їзна алея, палац і три будинки розташовані на центральній осі, яка умовно ділить парк на праву (північну) та ліву (південну) частини.

## Південна частина
Південна частина парку обмежувана земляним валом, що зберігся частково і місцями досягає 0,5 м. Він обсаджений рядом ялин. Тут сконцентровані всі будівлі. За головним корпусом (із західного боку), зростає солітер ялини звичайної (діаметр стовбура 81,8 см), біогрупа старих акацій переходить у невелику діброву на березі річки. Старими акаціями висаджений і стрімкий схил річки Хомори. 
На краю південної частини парку, над річечкою Різанкою, обіч дороги Новоселиця — Полонне встановлений пам'ятник українським козакам, оборонцям краю від татарських набігів.

## Північна частина
Північна частина парку створена пейзажними засобами як у плануванні доріг, так і в розташуванні доріг, лише по її східній межі проходить алея із чотирьох рядів ялини звичайної. Їх вічнозелені крони поряд з декоративними виконують вітрозахисні функції забезпечуючи сприятливіші умови для плодових садів. Посадки дерев досить добре збереглися і формують щільні зелені стіни. 
Північною межею парку є ланцюжок з чотирьох ставків, які каскадом спускаються до звивистого берега р. Хомора. Останній є найбільшим і наймальовничішим. У місці його переходу в річку є старий місток на чотириметровій дамбі з чавунною ажурною загорожею.

## Галявини
Оригінальність планування Полонського парку полягає в тому, що вся композиція південної частини парку вирішується навколо трьох галявин. 
Найбільшою є галявина, розташована паралельно головній в'їзній алеї, по периметру якої ростуть різні види кленів- гостролистий, ясенелистий, польовий, клен-явір, а також граби, берези та унікальний екземпляр граба звичайного розсіченої форми (висотою 8 м та діаметром стовбура 71 см). У парку росте близько 50 видів дерев: ялина колюча, в'яз низький, клен Траутфеттера, липа американська, тополі біла та белінська, ясен пухнастий, сніжноягідник білий, бузок звичайний тощо. Використання території парку аграрним ліцеєм сприяє тому, що парк знаходиться у відносно задовільному стані.